# Eugen Gerstenmaier
Eugen Karl Albrecht Gerstenmaier, né le 25 août 1906 à Kirchheim unter Teck et mort le 13 mars 1986 à Oberwinter, est un théologien protestant et homme d'État allemand membre de l’Union chrétienne-démocrate (CDU).
Il s’illustre dans la résistance allemande au nazisme au sein du cercle de Kreisau.

## Biographie

### Enfance
Eugen Gerstenmaier est l'aîné d'une famille de huit enfants. Après l'école primaire, il occupe pendant plusieurs années un emploi commercial.
Il entreprend assez tardivement des études secondaires puis universitaires en philosophie, littérature allemande et théologie protestante aux universités de Fribourg, Zurich et Rostock.

### Lutte contre le nazisme
Opposé au national-socialisme, il est arrêté en 1934. Il reprend ses études, mais en 1938, le régime lui supprime sa fonction d'enseignant et l'empêche de se présenter au doctorat d'état.
Très marqué par le mouvement protestant du Piétisme, ce luthérien modéré entre au service de l'Église protestante où il s'occupe des relations avec les pays étrangers. Il devient membre de l'église confessante, la branche de protestants totalement opposés à Hitler. 
Il travaille avec les résistants de Kreisau, où il rencontre Helmuth James von Moltke, plutôt prompt à fonder un groupe de réflexion, plutôt que d'éliminer Hitler. Les membres socialistes sont Carlo Mierendorff, Adolf Reichwein, Theodor Haubach, Hans Bernd von Haeften puis Eugen Gerstenmaier est de ceux du château de Kreisau. 
Eugen Gerstenmaier participe au complot contre Hitler, avant l'attentat du 20 juillet 1944. Outre le général Ludwig Beck, Eugen Gerstenmaier, les comtes von Schwerin von Schwanenfeld, Berthold von Stauffenberg, et Peter Yorck von Wartenburg sont présents. Cette tentative d'attentat est un échec : il est arrêté et condamné à sept ans de prison. Il est détenu à Bayreuth, où les Américains les libèrent en avril 1945.

### Carrière politique

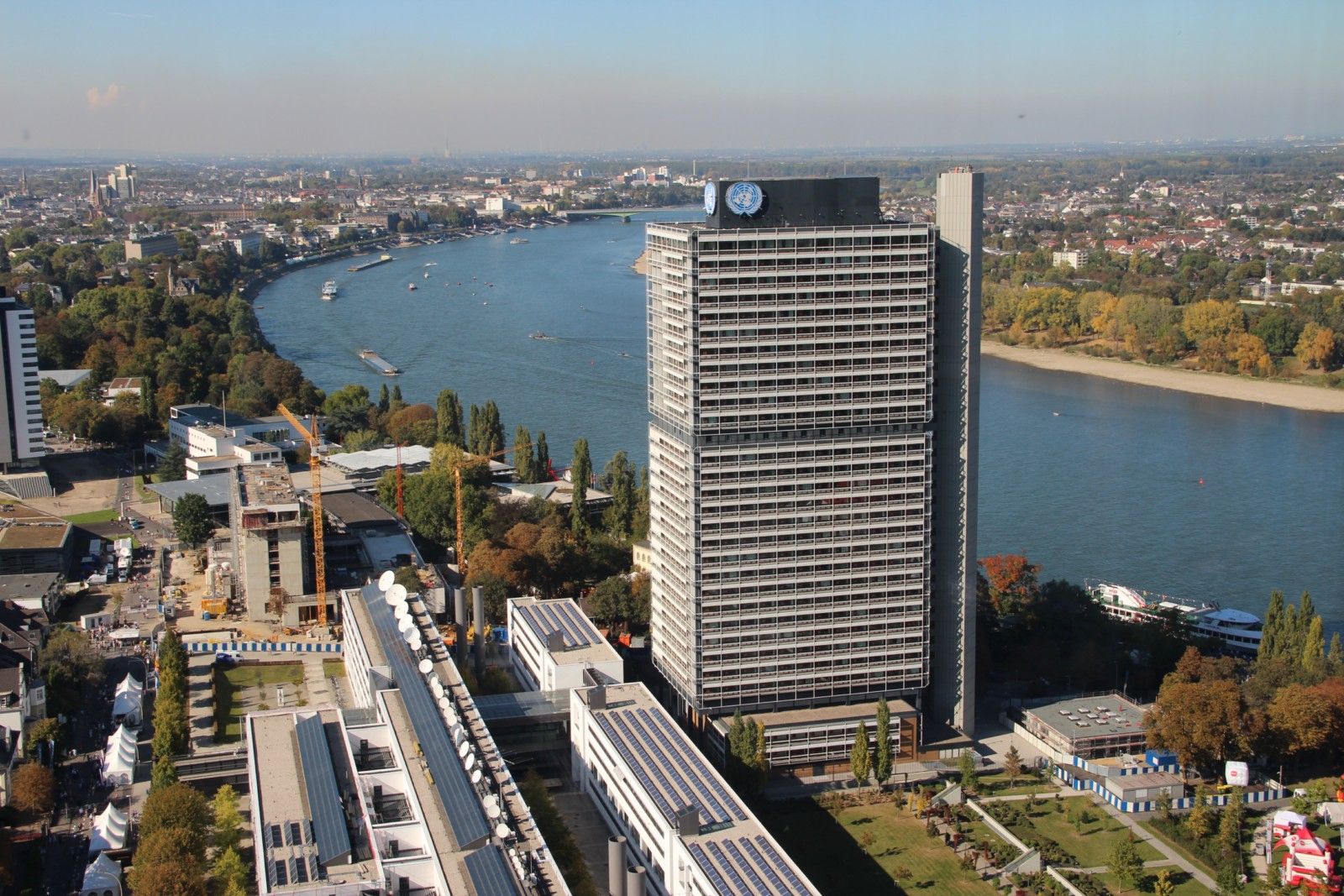
Langer Eugen de Bonn

Dès l'été 1945, il fonde l'Entraide de l'église protestante, qui apporte une aide très appréciée aux nombreux réfugiés et expulsés, aux sans-abris et aux prisonniers de guerre. Il exerce alors de nombreuses responsabilités au sein de l'Église protestante.
Membre de l'Union chrétienne-démocrate (CDU), il entre au Bundestag en 1949 et en devient le président après la mort de Hermann Ehlers, entre 1954 à 1969. Il est également membre de l'Assemblée commune de la Communauté européenne du charbon et de l'acier dès 1952, et très brièvement élu président de la commission des Affaires étrangères en 1954, poste qu'il abandonne pour la présidence du Bundestag.
Il assume ses fonctions de président avec dignité en affirmant les droits du Parlement face au gouvernement. Il améliore les conditions de travail des parlementaires à Bonn, en faisant construire une tour de bureaux, appelée Der Grosse Eugen, surnommée en son nom. Il fait également reconstruire le Reichstag de Berlin, détruit pendant la guerre.
Il fait alors de nombreux voyages pour faire connaitre la nouvelle république allemande, et travaille à la réconciliation entre les Allemands et les Juifs.
Eugen, Gerstenmaier doit se retirer de la vie politique au début de l'année 1969 pour avoir bénéficié, certes légalement, d'une loi sur les dommages de guerre qu'il avait contribué à faire voter. Cette erreur politique met fin à sa carrière.
Il meurt des suites d'une longue maladie à l'âge de 79 ans.

## Publications
- Reden und Aufsätze, Stuttgart, 1956-1962, 2 vol.
- Neuer Nationalismus ? Von derWandlung der Deutschen, Deutsche Verlagsanstalt, Stuttgart, 1965
- Eugen Gerstenmaier im Dritten Reich, Eine Dokumentation, Evangelisches Verlagswerk, 1965
- Deutsche und Juden, Francfort-sur-le-Main, 1967
- Konrad Adenauer: Ehrung und Gedenken, Stuttgart, 1967
- Streit und Friede hat seine Zeit: Ein Lebensbericht, Francfort-sur-le-Main, 1981

## Décorations
- Grand-croix de l'ordre du Mérite de la République fédérale d'Allemagne en 1955
- Grand-croix d'or de l'ordre du Mérite autrichien en 1957[2]
- Récipiendaire de l'ordre du Mérite de Bade-Wurtemberg

## Ressources